# Cambridgea decorata
Cambridgea decorata es una especie de araña intermareal del género Cambridgea, de la familia Desidae, orden Araneae. Fue descrita por Blest & Vink en 2000.
Se distribuye por Oceanía: Nueva Zelanda. Fue publicada en New Zealand spiders: Stiphidiidae. Records of the Canterbury Museum 13(Suppl.): 1-, 27.